# Elena Cherepovici
Elena Cherepovici (n. ca.1544/1545 – d. înainte de 1586?) a fost doamnă a Țării Românești din 1563 până în 1566, când s-a despărțit de Petru cel Tânăr.

## Familia
Elena era fiica lui Nicolae Cherepovici și a Ursulei Gerlestei (sau Mara, după Vladimir Agrigoroaei). Ea a mai avut o soră, Catarina. Unchiul ei, Petru Cherepovici, fusese însărcinat să reprezinte sibienii la nunta Doamnei Chiajna și Mircea Ciobanul. Tatăl ei murise în 1563, iar Ursula, mama ei murise în 1565.

## Căsătoria cu Petru cel Tânăr
La 2 aprilie Elena era logodită cu Petru cel Tânăr și nunta s-a petrecut la 22 august 1563 în Sibiu. Petru avea 15 ani, iar Elena 18 (deci s-a născut cândva după 22 august 1544 și înainte de 22 august 1545). Pe 22 ianuarie 1564, Elena a fost trimisă înapoi de doamna Chiajna, dar probabil s-a reîntors, fiindcă în mai 1566 ea avusese o fată numită Teodora/Tudorița. Pe la 1566 ea se desparte de Petru, fiind îngrijită de Ioan Sigismund, care o vedea ca pe „o soră adoptivă”

## După despărțire

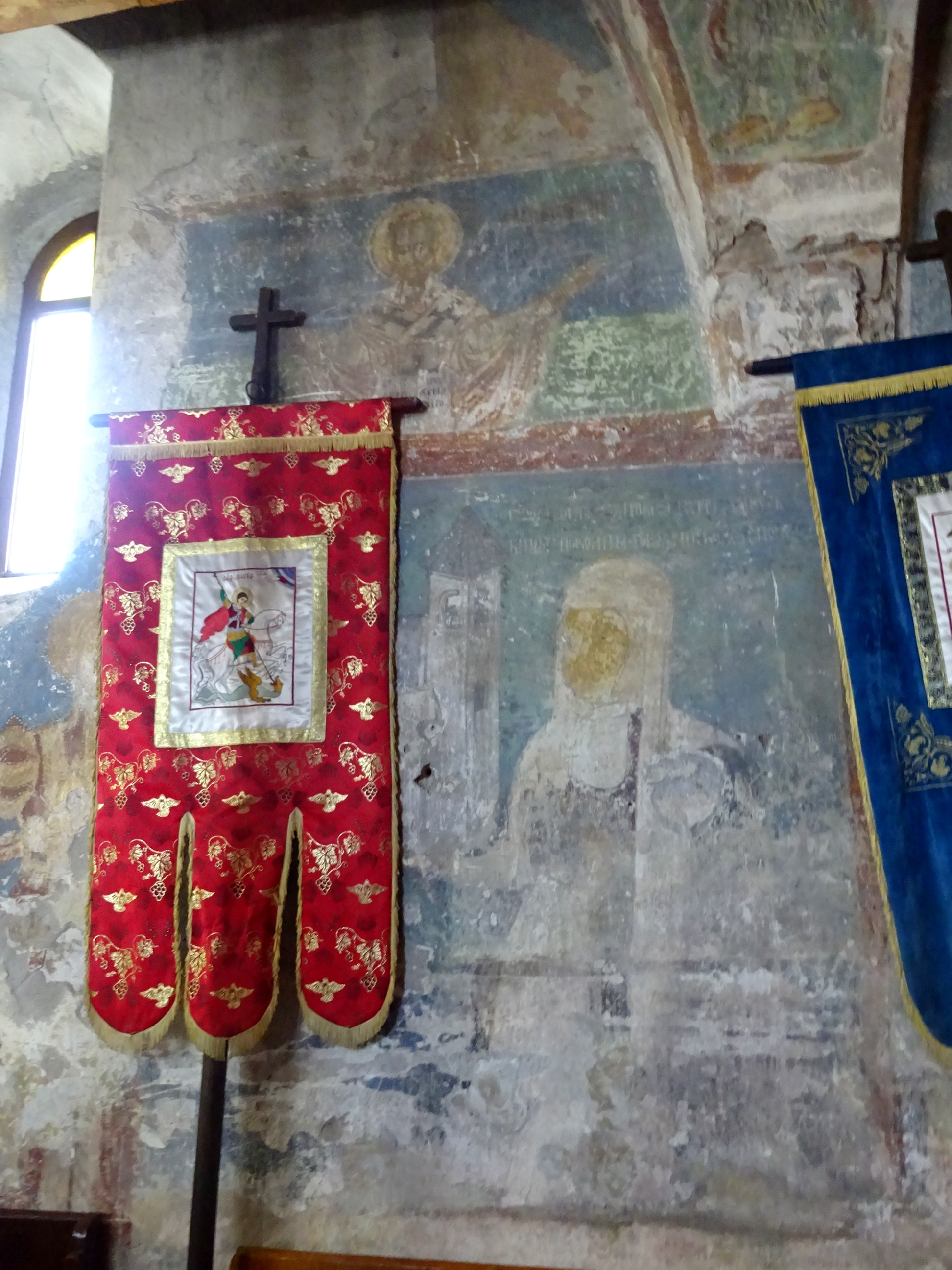
În dreapta, portretul votiv al doamnei Elena (după Nicolae Iorga) sau al mamei acestea Mara/Ursula (după Vladimir Agrigoroaei) și în stânga (după steag), portretul fiicei sale, Teodora (după Nicolae Iorga) sau sora ei, Catarina (după Vladimir Agrigoroaei). Tablou votiv din Biserica „Sfântul Nicolae” din Bârsău.

După despărțirea sa de Petru, ea era în grija lui Ioan Sigismund, care îi dă cetatea Devei ca reședință. În 1572, Elena s-a recăsătorit cu Vladimir Moscovitul, un nobil. Anul morții ei este necunoscut (probabil cândva înainte de 1586, dând faptul că ea era deja moartă, atunci când Vladimir murise în 1586). Este îngropată la Biserica din Bârsău, împreună cu soțul ei.